# Allerums kyrka
Allerums kyrka är en kyrkobyggnad i Allerum i Lunds stift. Den är församlingskyrka i Allerums församling. 

## Kyrkobyggnaden
Kyrkan byggdes i slutet av 1100-talet. Då var kyrkan en sedvanlig romansk kyrka med absid, kor och långhus, men utan torn. Tornet tillkom istället under 1400-talet, samtidigt som kyrkan fick fem valv. Tornet är 23 meter högt och är försett med trappgavel och dekorativa blinderingar.
År 1767 utökades kyrkan med en korsarm i söder och under 1830–1840-talet genomfördes en omfattande ombyggnad av byggnaden. Den norra korsarmen byggdes, absiden revs, koret byggdes om till sakristia, ett nytt kor inrättades, de tidigare valven raserades och trävalv byggdes. Detta resulterade i att den ursprungliga kyrkan i stort sett försvann, så när som på delar av sakristians och korets murar. Glasmålningarna i kyrkan utfördes av konstnären Hugo Gehlin 1931-1932 och 1934-1935.
I kyrkan finns bevarade kalkmålningar från 1400-talet.

## Inventarier
Kyrkans äldsta objekt är dopfunten, som härrör från 1200-talet. Kyrkans storklocka är från år 1520. Predikstolen tillverkades troligen på 1840-talet och altartavlan utfördes 1861 av Johan Christoffer Boklund. I kyrkan finns också två kandelabrar som skänktes till Lars Magnus Béen på hans åttioårsdag. Béen arbetade som organist i Allerum och är också begravd på kyrkogården. Kyrkas första orgel konstruerades av Olof Schwan år 1811, som dock byggdes om kraftigt 1907. En helt ny orgel uppfördes 1962, vilken år 2000 ersattes med den nuvarande, som är utformad för att likna originalorgeln. Bland textilierna finns en mässhake från 1730. Den skänktes av kyrkans patronus Christian Diedrich von Conow.

### Orgel
- 1811 byggde Olof Schwan, Stockholm en orgel med 10 stämmor.
- 1907 flyttades en orgel hit från S:t Johanneskyrkan, Göteborg av Thorsell & Erikson, Göteborg. Orgeln var byggd 1873 av Johan Nikolaus Söderling, Göteborg och hade 14 stämmor.
- 1962 byggde A. Mårtenssons Orgelfabrik AB, Lund en mekanisk orgel. Fasaden är från orgeln som flyttades hit 1907.

| Huvudverk I   | Svällverk II      | Pedal        | Koppel |
| Principal 8'  | Gedackt 8´        | Subbas 16´   | I/P    |
| Rörflöjt 8'   | Principal 4'      | Oktava 8´    | II/P   |
| Oktava 4'     | Kvintadena 4'     | Flöjt 4'     | II/I   |
| Blockflöjt 4' | Gemshorn 2'       | Nachthorn 2' |        |
| Kvinta 2 2/3' | Kvinta 1 1/3'     | Fagott 16'   |        |
| Oktava 2'     | Sifflöjt 1'       |              |        |
| Mixtur 5 chor | Tremulant         |              |        |
|               | Crescendosvällare |              |        |

2000 byggde Kaliff & Löthman Instrumentbyggare, Ålem den nuvarande orgeln.
| Man I. Huvudverk | Man II. Övermanual | Pedal          | Koppel         |
| ---------------- | ------------------ | -------------- | -------------- |
| Borduna 16'      | Borduna 8'         | Subbas 16'     | II/I           |
| *Principal 8'    | Salicional 8'      | *Principal 8'  | II/P           |
| Rörflöjt 8'      | Principal 4'       | Dubbelflöjt 8' | I/P            |
| *Oktava 4'       | Gedackt 4'         | *Oktava 4      |                |
| Öppenflöjt 4'    | Waldflöjt 2'       | Basun 16'      | *Växelregister |
| Quinta 3'        | Cornett II-III     | *Trumpet 8'    |                |
| Oktava 2'        | Fagott 8' B        |                |                |
| Mixtur III       | Vox virginea 8' D  |                |                |
| Trumpet 8'       | Tremulant          |                |                |

## Begravda på Allerums kyrkogård
- Nils Poppe ligger begravd på kyrkogården. Poppes epitaf lyder "Hälsa och säg att jag ligger på Allerums kyrkogård", något som Poppe ofta sa när han kände sig trött på livets höst.
- Lars Magnus Béen, kompositör till sången "Sköna maj, välkommen".

## Galleri

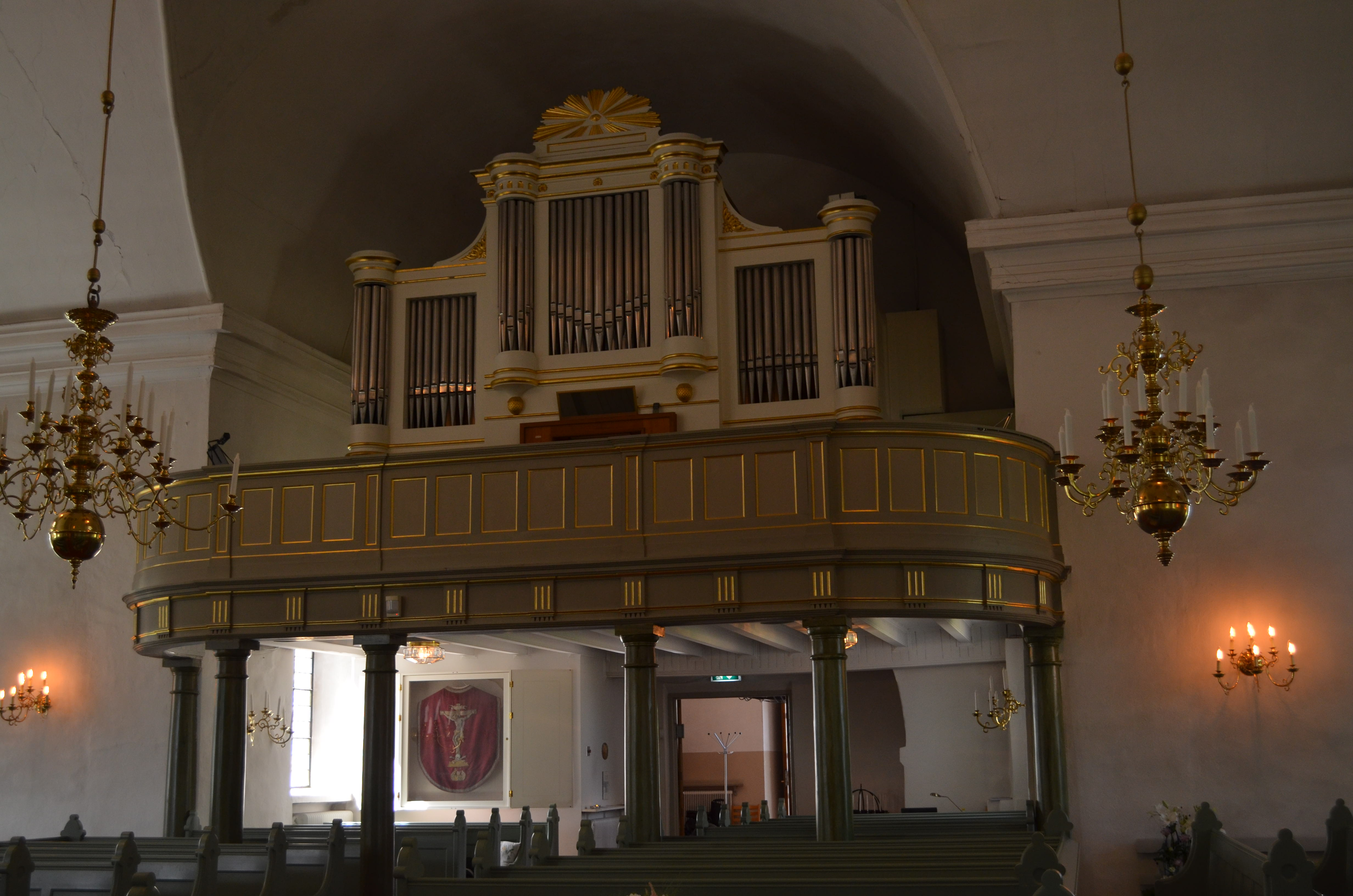
Orgelläktaren
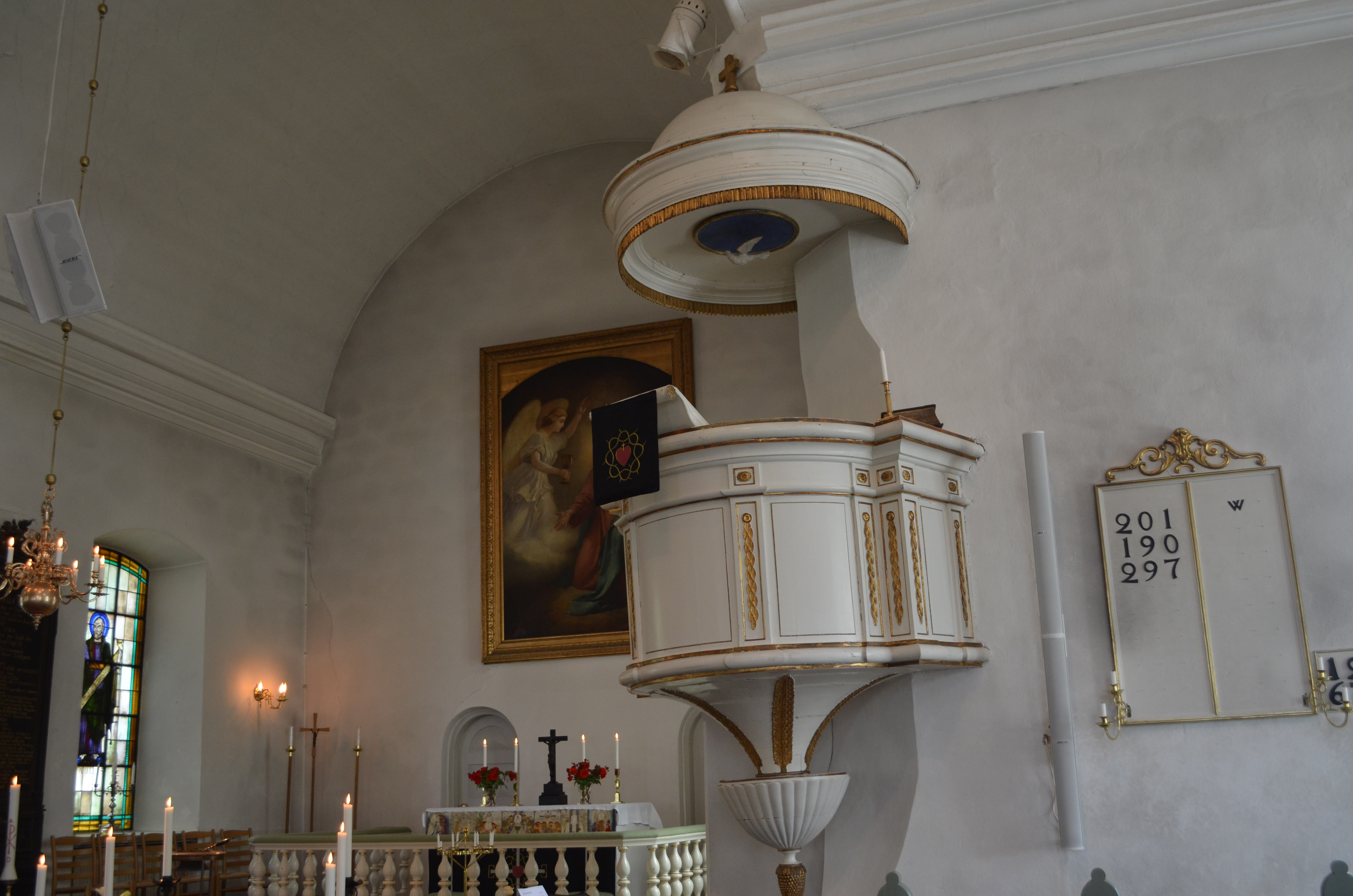
Predikstolen
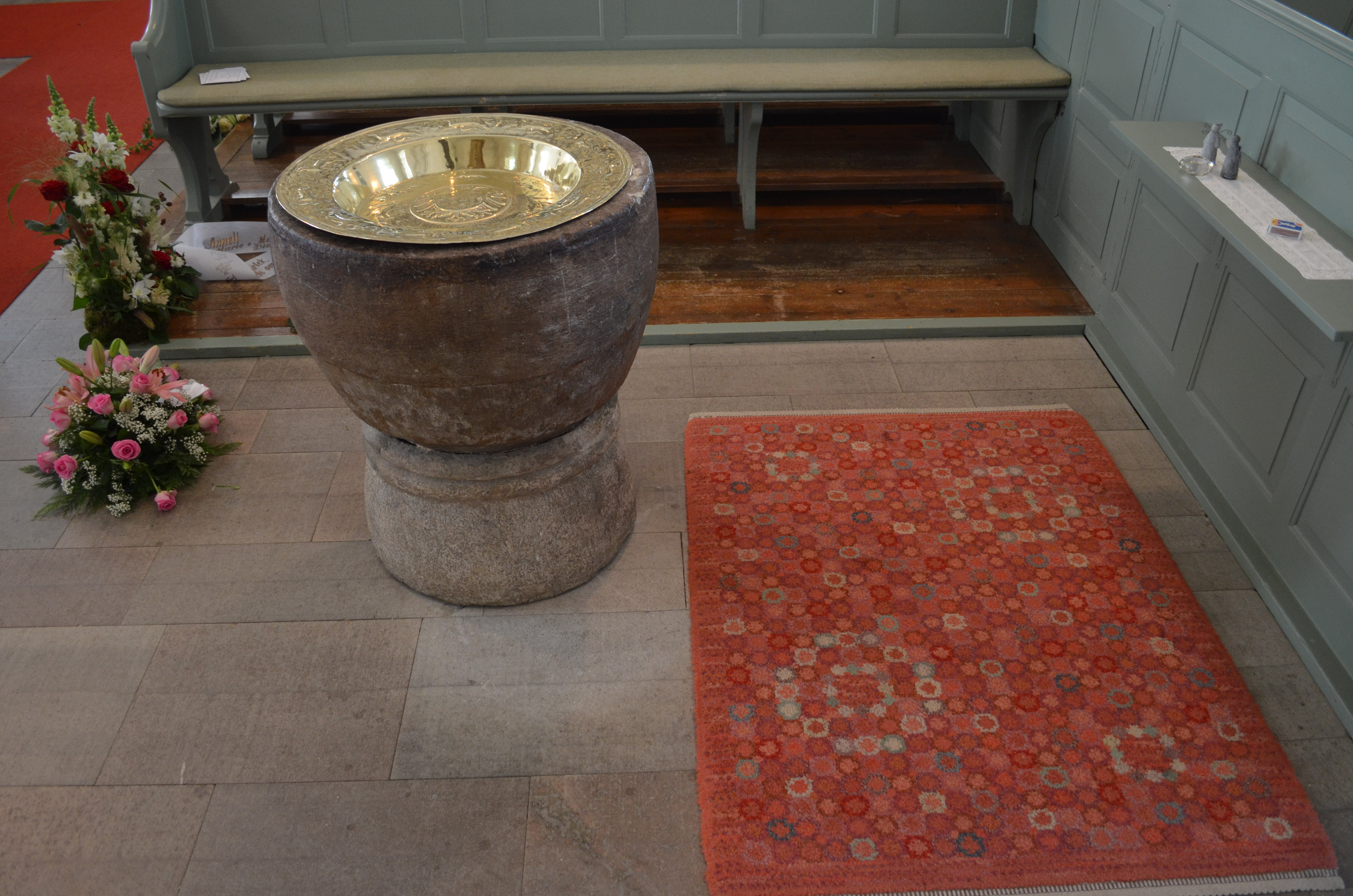
Dopfunten

### Webbkällor
- anläggningspresentation
- Information om kyrkan från pastoratet
- Information om den nya orgeln från pastoratet